# Europapokal der Landesmeister 1957/58
Der Europapokal der Landesmeister 1957/58 war die 3. Auflage des Wettbewerbs. 24 Klubmannschaften nahmen teil, darunter 23 Landesmeister der vorangehenden Saison und mit dem FC Sevilla der spanische Vizemeister, da der spanische Meister Real Madrid als Titelverteidiger automatisch qualifiziert war.
Die Teilnehmer spielten im reinen Pokalmodus mit (bis auf das Finale) Hin- und Rückspielen um die Krone des europäischen Vereinsfußballs. Bei Gleichstand gab es ein Entscheidungsspiel auf neutralem Platz, endete auch das unentschieden, wurde der Sieger per Münzwurf ermittelt. 16 Vereine mussten in der Vorrunde starten, weitere acht begannen im Achtelfinale.
Das Finale fand am 28. Mai 1958 im Heysel-Stadion von Brüssel vor 67.000 Zuschauern statt. Real Madrid gewann mit 3:2 nach Verlängerung gegen den AC Mailand auch die dritte Auflage des Wettbewerbs. Torschützenkönig wurde der Argentinier Alfredo Di Stéfano von Real Madrid mit zehn Treffern.
Überschattet wurde diese Europapokalsaison durch den Absturz von British-European-Airways-Flug 609 am 6. Februar 1958 am Flughafen München-Riem, als sich die Mannschaft von Manchester United auf dem Rückflug vom Viertelfinalrückspiel in Belgrad gegen Roter Stern (Endstand 3:3) befand. Die Maschine schoss beim Startversuch über die Landebahn hinaus. 23 Menschen kamen bei dem Unglück ums Leben, darunter acht Spieler von United.

## Vorrunde
Die Hinspiele fanden vom 4. September bis zum 2. Oktober, die Rückspiele vom 25. September bis zum 13. Oktober 1957 statt.
|                  | Gesamt |                           | Hinspiel | Rückspiel |
| ---------------- | ------ | ------------------------- | -------- | --------- |
| FC Sevilla       | 3:1    | Benfica Lissabon          | 3:1      | 0:0       |
| Aarhus GF        | 3:0    | Glenavon FC               | 0:0      | 3:0       |
| ZDNA Sofia       | 3:7    | Vasas Budapest            | 2:1      | 1:6       |
| Gwardia Warschau | 4:4    | SC Wismut Karl-Marx-Stadt | 3:1      | 1:3       |
| Shamrock Rovers  | 2:9    | Manchester United         | 0:6      | 2:3       |
| Stade Düdelingen | 01:14  | Roter Stern Belgrad       | 0:5      | 1:9       |
| Glasgow Rangers  | 4:3    | AS Saint-Étienne          | 3:1      | 1:2       |
| AC Mailand       | 6:6    | SK Rapid Wien             | 4:1      | 2:5       |

### Entscheidungsspiele
Die Spiele fanden am 15./30. Oktober 1957 statt.
|                           | Ergebnis |                  |
| ------------------------- | -------- | ---------------- |
| SC Wismut Karl-Marx-Stadt | (M)1:1   | Gwardia Warschau |
| AC Mailand                | 4:2      | SK Rapid Wien    |

## 1. Runde
Die Hinspiele fanden vom 31. Oktober bis zum 27. November, die Rückspiele vom 23. November bis zum 11. Dezember 1957 statt.
|                           | Gesamt |                     | Hinspiel | Rückspiel |
| ------------------------- | ------ | ------------------- | -------- | --------- |
| Royal Antwerpen           | 2:5    | Real Madrid         | 1:2      | 1:3       |
| IFK Norrköping            | 3:4    | Roter Stern Belgrad | 2:2      | 1:2       |
| SC Wismut Karl-Marx-Stadt | 1:4    | Ajax Amsterdam      | 1:3      | 0:1       |
| BSC Young Boys            | 2:3    | Vasas Budapest      | 1:1      | 1:2       |
| Manchester United         | 3:1    | Dukla Prag          | 3:0      | 0:1       |
| FC Sevilla                | 4:2    | Aarhus GF           | 4:0      | 0:2       |
| Borussia Dortmund         | 5:5    | CCA Bukarest        | 4:2      | 1:3       |
| Glasgow Rangers           | 1:6    | AC Mailand          | 1:4      | 0:2       |

### Entscheidungsspiel
Das Spiel fand am 29. Dezember 1957 statt.
|                   | Ergebnis |              |
| ----------------- | -------- | ------------ |
| Borussia Dortmund | 3:1      | CCA Bukarest |

## Viertelfinale
Die Hinspiele fanden vom 14. Januar bis zum 12. Februar, die Rückspiele vom 5. Februar bis zum 26. März 1958 statt.
|                   | Gesamt |                     | Hinspiel | Rückspiel |
| ----------------- | ------ | ------------------- | -------- | --------- |
| Real Madrid       | 10:20  | FC Sevilla          | 8:0      | 2:2       |
| Manchester United | 5:4    | Roter Stern Belgrad | 2:1      | 3:3       |
| Ajax Amsterdam    | 2:6    | Vasas Budapest      | 2:2      | 0:4       |
| Borussia Dortmund | 2:5    | AC Mailand          | 1:1      | 1:4       |

## Halbfinale
Die Hinspiele fanden am 2. April/8. Mai, die Rückspiele am 16. April/14. Mai 1958 statt.
|                   | Gesamt |                | Hinspiel | Rückspiel |
| ----------------- | ------ | -------------- | -------- | --------- |
| Real Madrid       | 4:2    | Vasas Budapest | 4:0      | 0:2       |
| Manchester United | 2:5    | AC Mailand     | 2:1      | 0:4       |

## Finale
| Real Madrid                               | Real Madrid | AC Mailand | AC Mailand |
| ----------------------------------------- | --- | --- | ---------- |
| Real Madrid                               | \| Finale \| \| 28. Mai 1958 in Brüssel (Heysel-Stadion) \| \| Ergebnis: 3:2 n. V. (2:2, 0:0) \| \| Zuschauer: 67.000 \| \| Schiedsrichter: Albert Alsteen ( Belgien) \|                                                        | \| Finale \| \| 28. Mai 1958 in Brüssel (Heysel-Stadion) \| \| Ergebnis: 3:2 n. V. (2:2, 0:0) \| \| Zuschauer: 67.000 \| \| Schiedsrichter: Albert Alsteen ( Belgien) \|                                                  | AC Mailand |
| Real Madrid                               | Juan Alonso – Ángel Atienza, José Santamaría, Rafael Lesmes – Juan Santisteban, José María Zárraga – Raymond Kopa, Joseíto, Alfredo Di Stéfano, Héctor Rial, Francisco Gento Cheftrainer: Luis Antonio Carniglia ( Argentinien) | Narciso Soldano – Alfio Fontana, Cesare Maldini, Eros Beraldo – Mario Bergamaschi, Luigi Radice – Giancarlo Danova, Nils Liedholm , Juan Schiaffino, Ernesto Grillo, Tito Ernesto Cucchiaroni Cheftrainer: Giuseppe Viani | AC Mailand |
| Real Madrid                               | 1:1 Alfredo Di Stéfano (74.) 2:2 Héctor Rial (79.) 3:2 Francisco Gento (107.) | 0:1 Juan Schiaffino (59.) 1:2 Ernesto Grillo (77.) | AC Mailand |
| Finale                                    | | |            |
| 28. Mai 1958 in Brüssel (Heysel-Stadion)  | | |            |
| Ergebnis: 3:2 n. V. (2:2, 0:0)            | | |            |
| Zuschauer: 67.000                         | | |            |
| Schiedsrichter: Albert Alsteen ( Belgien) | | |            |

## Beste Torschützen
| Rang | Spieler            | Klub                | Tore |
| ---- | ------------------ | ------------------- | ---- |
| 1    | Alfredo Di Stéfano | Real Madrid         | 10   |
| 2    | Bora Kostić        | Roter Stern Belgrad | 9    |
| 3    | Lajos Csordás      | Vasas Budapest      | 8    |
| 4    | Dezső Bundzsák     | Vasas Budapest      | 6    |
|      | Ernesto Grillo     | AC Mailand          | 6    |
| 6    | Gastone Bean       | AC Mailand          | 5    |
|      | Juan Schiaffino    | AC Mailand          | 5    |
| 8    | Jovan Cokić        | Roter Stern Belgrad | 4    |
|      | Héctor Rial        | Real Madrid         | 4    |
|      | Dennis Viollet     | Manchester United   | 4    |